# Miserere (hoorspel)
Miserere is een hoorspel van Peter Hirche. Het werd op 10 november 1965 door de Westdeutscher Rundfunk uitgezonden en kreeg in dat jaar de Hörspielpreis der Kriegsblinden. De KRO bracht het in het programma Dinsdagavondtheater op dinsdag 5 maart 1968. De vertaling was van Paul Vroom en Willem Tollenaar was de regisseur. Het hoorspel duurde 29 minuten.

## Rolbezetting
- Jan Borkus (Edmond)
- Fé Sciarone (Sigrid)
- Paul van der Lek (Klaus)
- Huib Orizand (meneer Kubak)
- Nel Snel (mevrouw Kubak)
- Jan Wegter, Frans Somers, Paul Deen, Hans Veerman, Nina Bergsma, Ida Bons, Trudy Libosan, Maria Lindes, Paula Majoor, Gerrie Mantel & Martin Simonis (verdere medewerkenden)

## Inhoud
Het hoorspel bestaat uit vier volgens een muzikale symmetrie opgebouwde "bewegingen".
Eerste beweging: Edmond brengt kranten rond, ook in het huis waarin hij zelf woont. Hij monologiseert over de nare medehuurders en over zijn voornemen, zich uiteindelijk op te hangen.
Tweede beweging: Klaus, die de meisjes tamelijk liefdeloos behandelt, daar ze hem nalopen, heeft bezoek van Sigrid. Edmond is er natuurlijk niet bij, maar komt toch tussen in het gesprek van die twee. Als hij in zijn kamer samen met de kroonluchter neervalt, drukt buurman Kubak zijn verbazing uit over het lawaai. Edmond gebruikt uitvluchten. Uit het gesprek tussen Kubak en zijn vrouw vernemen we dan, dat zij beiden angst hebben verdacht te worden van de moord op een besteller van brieven met geldswaarde. Immers, vanwaar komt hun geld? Later wordt duidelijk, dat Kubak aborteur van beroep is.
Derde beweging: Edmond en Klaus spreken over de pijnlijke kwestie dat meisjes vaak kinderen krijgen. Sigrid wil Klaus opnieuw bezoeken, maar die heeft nu een andere. Dus neemt Edmond Sigrid mee op z’n kamer.
Vierde beweging: kinderen spelen de handel en wandel van de volwassenen na…